# Zed Blade
Zed Blade est un jeu vidéo du type shoot 'em up développé par NMK et édité par SNK en 1994 sur Neo-Geo MVS (NGM 076),,.